# Nemuro (miasto)
Nemuro (jap. 根室市 Nemuro-shi) – najdalej na wschód wysunięte miasto Japonii, w prefekturze Hokkaido, w podprefekturze Nemuro. Miasto ma powierzchnię 506,25 km², w tym powierzchnia terytorium znajdująca się we władaniu Japonii 411,41 km² i znajdującego się we władaniu Rosji (wyspy Habomai) 94,84 km². W 2020 r. mieszkało w nim (w części znajdującej się we władaniu Japonii) 24 636 osób, w 11 133 gospodarstwach domowych  (w 2010 r. 29 201 osób, w 11 878 gospodarstwach domowych) .
Administracyjnie obejmuje cały obszar półwyspu Nemuro. Używa się również określenia „miejsce w Azji położone najbliżej wschodu Słońca”.  
Nemuro jest japońskim miastem położonym najbliżej „Terytoriów Północnych”, kilku spornych wysp Archipelagu Kurylskiego, które po II wojnie światowej zostały zajęte przez Związek Radziecki. Stan ten jest utrzymywany przez Rosję i jest nadal przyczyną braku traktatu pokojowego pomiędzy obu krajami.
W połowie września miasto organizuje festiwal sajry, ryby występującej licznie w okolicznych wodach. Jedną z atrakcji jest grill o długości 100 m.
1 sierpnia 1957 Nemuro-machi po połączeniu ze wsią Wada zostało przemianowane na Nemuro-shi.

## Miasta partnerskie
- Stany Zjednoczone: Sitka
- Rosja: Siewierokurylsk